# Halichoeres leptotaenia
Halichoeres leptotaenia Randall & Earle, 1994 è un pesce di acqua salata appartenente alla famiglia Labridae.

## Distribuzione e habitat
Ha un areale molto ristretto: proviene dalle barriere coralline dell'ovest dell'oceano Indiano, quasi esclusivamente dal golfo Persico. Vive in zone con fondali ricchi di detriti, tra 2 e 15 m di profondità.

## Descrizione
Presenta un corpo allungato, leggermente compresso lateralmente, con la testa dal profilo non particolarmente appuntito. La lunghezza massima registrata è di 10,4 cm per i maschi e 8,7 cm per le femmine. 
La colorazione non è particolarmente sgargiante, ma pallida: il dorso è rosato, mentre il ventre è quasi bianco. Sul corpo possono essere presenti da una a tre strisce dorate orizzontali, che partono dalla bocca e terminano sul peduncolo caudale. La pinna caudale è bianca o trasparente, e ha il margine dritto. La pinna dorsale e la pinna anale sono dello stesso colore, basse e lunghe.

## Riproduzione
È oviparo e la fecondazione è esterna. Non ci sono cure verso le uova.

## Conservazione
Questa specie viene classificata come "prossima alla minaccia" (NT) dalla lista rossa IUCN perché nonostante sia poco studiata e il suo comportamento non sia noto, nel suo areale ristretto l'ecosistema sta risentendo abbastanza delle attività umane.